# Hoofdklasse 1 (veldkorfbal)
De Hoofdklasse 1 is een landelijke competitie in het Belgische veldkorfbal, bestaande uit acht teams. De inrichtende macht is de Koninklijke Belgische Korfbalbond (KBKB), die reeds bestaat sinds 1921.

## Clubs
De clubs uit de Hoofdklasse 1 zijn (seizoen 2022-'23):
- Blauw wit
- Rijko
- Edegem Korfbalclub
- Ganda
- Catbavrienden
- Spartacus
- HMKC
- KCBJ